# Zdzisław Zblewski
Zdzisław Jan Zblewski (ur. 1967) – polski historyk, doktor habilitowany nauk humanistycznych.
Absolwent LO w Starogardzie Gdańskim. Laureat XII Olimpiady Historycznej. 
Rozprawę doktorską pt. Geneza, modele i formy oporu społecznego na terenie województwa krakowskiego w latach 1945–1947, której promotorem był Andrzej Pilch, obronił w 1996 roku na Wydziale Historycznym Uniwersytetu Jagiellońskiego. Stopień naukowy doktora habilitowanego uzyskał tamże w 2006 roku w oparciu o pracę Okręg Krakowski Zrzeszenia „Wolność i Niezawisłość” 1945–1948. Geneza, struktury, działalność. 
Pracuje na stanowisku profesora uczelni w Instytucie Historii UJ. Zatrudniony był również w Instytucie Pamięci Narodowej. Specjalizuje się w najnowszej historii Polski. 
Jest redaktorem naczelnym kwartalnika "Zeszyty Naukowe UJ. Prace Historyczne" oraz członkiem redakcji czasopisma naukowego pt. Zeszyty Historyczne WiN-u.
W 2021 odznaczony Krzyżem Kawalerskim Orderu Odrodzenia Polski.

## Wybrane publikacje
- Między wolną Polską a „siedemnastą republiką”. Z dziejów oporu społecznego na terenie województwa krakowskiego w latach 1945–1947, Kraków 1998
- Bitwy polskie. Leksykon, Kraków 1999 (współautorzy: Tomasz Gąsowski i Jerzy Ronikier)
- Leksykon PRL-u, Kraków 2000
- Okręg Krakowski Zrzeszenia „Wolność i Niezawisłość” 1945–1948. Geneza, struktury, działalność, Kraków 2005
- Abecadło PeeReLu, wyd. 2, Kraków 2008
- Utopia nad Wisłą. Historia Peerelu, Warszawa 2008 (współautor Antoni Dudek)